# Чувашија
Чувашија (рус. Чувашия, чув. Чăваш Ен), или званично Чувашка Република (рус. Чувашская Республика, чув. Чӑваш Республики), је конститутивни субјект Руске Федерације са статусом аутономне републике на простору поволшке Русије.
Главни град републике је град Чебоксари.
Има површину од 18.340 km² и 1.292.236 становника. Чувашија се налази у центру европског дела Русије. Чуваши чине 67,7% становништва, Руси 26.5%, Татари 2.8%. Главни град је индустријски центар Чебоксари, који има 453.700 становника и налази се на реци Волги. Други град по величини је Новочебоксарск.

## Етимологија
Република носи име по титуларном народу Чувашима који су уједно и најбројнији народ у овој републици (са око 67%). Чуваши су народ туркијског порекла, традиционално православне вероисповести (мањи број муслиманске).
Име народа Чуваши у писаним документима се први пут појављује 1469. године. Многи научници су сагласни да име Чуваш потиче од старотуркијског јуваш, што значи „тихи, мирни”.

## Географија
Река Волга протиче кроз северни део Чувашије. Шумама је покривено 30% републике.
Иако је руски језик доминантан пословни језик, чувашки се још увек говори у многим деловима Чувашије.

## Историја
Чувашки преци су били Прабугари, који су боравили на северном Кавказу од 5. до 8. века. Део Прабугара је у 8. веку кренуо на Балкан, где су се мешали са Словенима и формирали данашњу Бугарску. Други део Прабугара се преместио до средње Волге. Чуваши су формирани великим делом од тих Прабугара, који нису прихватили ислам у 10. веку. Чувашија је постала део Русије 1551.

## Становништво
| 1989.     | 2002.     | 2010.     |
| --------- | --------- | --------- |
| 1,336,066 | 1,313,754 | 1,251,619 |